# Aqua Iulia
Die Aqua Iulia, auch Aqua Julia, ist eine antike römische Wasserleitung (Aquädukt) zur Versorgung der Stadt Rom.

## Geschichte
Marcus Vipsanius Agrippa ordnete im Jahr 33 v. Chr. den Bau der Aqua Iulia an, um dem stetig steigenden Wasserverbrauch der antiken Metropole Rom gerecht zu werden. Bereits wenige Jahre später, zwischen 11 und 4 v. Chr., musste die Wasserleitung unter Kaiser Augustus repariert werden.

## Wasserführung
Die Quellen der Aqua Iulia lagen etwa eine halbe Meile oberhalb der späteren Abtei Santa Maria di Grottaferrata. Agrippa ließ die einfache Leitung der Aqua Iulia mit der im Jahr 125 v. Chr. erbauten Aqua Tepula verbinden. Sie erreichte die Stadt Rom in der Nähe der Porta Maggiore. Zusammen mit der Aqua Marcia und der Aqua Claudia lief sie bis zum Viminal und versorgte auch Caelius und Aventin.
Die rund 23 km lange Wasserleitung mit einem Durchfluss von rund 50.000 Kubikmeter pro Tag versorgte unter anderem einen von Kaiser Severus Alexander erbauten monumentalen Brunnen auf der heutigen Piazza Vittorio Emanuele.
Der durch Papst Calixt II. im Jahr 1122 erbaute Kanal Marrana Mariana ersetzte die antike Aqua Iulia. Die Wassermenge wurde hauptsächlich für die Mühlen und die Bewässerung genutzt, obwohl das Wasser eine ausgezeichnete Qualität hatte.